# Pribislavo di Serbia
Pribislavo di Serbia (in serbo Прибислав?; in greco bizantino Πριβέσθλαβος, trasl. Pribeslavos) o Prvoslav (Stari Ras, 845/850 – dopo l'892) fu un principe serbo della dinastia dei Vlastimirović che rimase al potere in Serbia per un anno, ovvero dall'891-892.
Primogenito di Mutimiro (regnante dall'851 all'891), che riuscì a compiere una discreta espansione territoriale della Serbia e a favorire la cristianizzazione della regione, Pribislavo salì al potere a seguito della morte del padre ma fu deposto da suo cugino Petar.

## Biografia
Il padre di Pribislavo, Mutimiro, insieme ai fratelli di quest'ultimo Stroimiro e Goinico, aveva sconfitto l'esercito bulgaro inviato da Boris, guidato da suo figlio Vladimiro. Le armate serbe riuscirono inoltre a fare prigioniero Vladimiro e dodici boiardi. A quel punto Boris I e Mutimiro si accordarono per la cessazione delle ostilità e forse suggellarono persino un'alleanza. Mutimiro inviò i suoi figli Bran e Stefano oltre il confine per scortare i prigionieri, ricevendo poi dei doni per l'attività compiuta. A loro volta, i due regalarono due schiavi, due falchi, due cani e ottanta pellicce come segno di amicizia.
Per ragioni ignote, in seguito insorse un conflitto interno che portò Mutimiro a bandire i due fratelli minori, i quali chiesero asilo al khan bulgaro Boris I nell'855-856. La causa di questi dissidi andrebbe ricercata probabilmente in un tentativo di tradimento. Destituiti entrambi i suoi consanguinei, Mutimiro regnò poi come unico sovrano e costrinse inoltre il figlio di Goinico, Petar, a rimanere alla corte della Serbia per ragioni politiche. Ciononostante, poiché temeva di ricevere lo stesso trattamento del padre, Petar riuscì comunque a fuggire dopo poco tempo in Croazia. I discendenti dei figli di Vlastimiro continuarono a lottare per il trono per tutto il prosieguo del secolo.
Dopo la morte di Mutimiro, avvenuta nell'890 o 891, il dominio della Serbia fu ereditato dai suoi tre figli, Pribislavo, Bran e Stefano (chiamati i Mutimirović); in questa sorta di triumvirato il ruolo maggiormente di spicco fu riservato al primogenito, ovvero a Pribislavo. Tuttavia, la parentesi al potere di quest'ultimo durò meno di un anno, poiché suo cugino Petar tornò in Serbia dalla Croazia e prevalse in battaglia contro Pribislavo. Petar acquisì il trono serbo nell'892 circa. In seguito, i tre figli di Mutimiro decisero di lasciare la Serbia alla volta della Croazia, dove cercarono rifugio e aiuto per la loro causa. Nell'894 circa, Bran cercò di spodestare Petar con l'aiuto dei croati, ma non ebbe successo, finendo catturato e accecato.
L'unico figlio che Pribislavo ebbe, Zaharija, rimase a lungo a Costantinopoli prima di impadronirsi con successo del trono con l'aiuto dell'Impero bizantino. Egli governò da formale sottoposto dei bizantini dal 922 al 924.

## Nella cultura
Pribislavo e suo padre Mutimiro sono stati forse inseriti nell'Evangeliario Forogiuliese (Preuuisclavo), circostanza che potrebbe lasciare intendere dei contatti serbi con Aquileia. Il passaggio della Serbia al cristianesimo coinciderebbe, quindi, con analoghi percorsi di conversione su larga scala avviati in Moravia e in Bosnia-Slavonia (come, del resto, anche in Bulgaria) e suggerirebbe un'azione coordinata nell'Europa sud-orientale pianificata da Roma.

### Esplicative
1. ↑  La prima attestazione del suo nome è la versione greca "Pribeslavos" (Πριβέσθλαβος) (De administrando imperio, cap. 32), mentre in latino si utilizza la forma "Pribesthlabus" ( Johann Grosse II (Héritiers), Nova acta eruditorum, 1764,  p. 169.) o "Preuuisclao" ( F. Kos e M. Kos, knj. L. 801-1000, Lenova družba, 1906.). In lingua serba, invece, le due versioni prevalenti sono "Pribislav" o "Prvoslav" (Прибислав/Првослав, che significa letteralmente "Glorificato prima"; dalle parole prvo ("primo") e slava ("gloria"). In quanto discendente dei Vlastimirović e figlio di Mutimiro, secondo l'usanza contemporanea dei nomi il suo sarebbe "Pribislav Mutimirović Vlastimirović".

### Bibliografiche
1. 1 2 3 4 5 6 7  Fine (1991), p. 141.
2. ↑  De administrando imperio, p. 155.
3. 1 2  Ćirković (2004), p. 15.
4. 1 2  (EN) Đ. Đekić, Why did prince Mutimir keep Petar Gojnikovic?, in Teme, vol. 33, n. 2, 2009,  pp. 683-688.
5. 1 2  Ćorović (2001), cap. 2, V: Срби између Византије, Хрватске и Бугарске.
«Intorno all'890, Petar Gojniković fuggì dalla Croazia e raggiunse la Serbia dopo la morte di Mutimiro. Egli rovesciò il figlio ed erede di Mutimiro, Pribislavo, si stabilì nel paese e mantenne il trono per più di un quarto di secolo. I tre figli di Mutimiro cercarono rifugio dai croati e lì chiesero asilo e supporto. Il tentativo del fratello di mezzo Bran di rovesciare Petar con il sostegno croato non ebbe successo e avvenne intorno all'894. Lo stesso Bran sarebbe stato catturato e accecato. Fallì pure il tentativo di Clonimiro, che irruppe dalla Bulgaria e conquistò la città di Dostinica intorno all'896. Petar, la figura più carismatico, resistette a tutti. Apparentemente ruppe i rapporti con i croati, malgrado essi gli giurarono fedeltà fin dall'inizio, probabilmente perché prima anelavano a una ricompensa per le proprie azioni, salvo poi aiutare i pretendenti al trono. All'inizio Petar, probabilmente tramite suo padre o zio o parenti lì, si avvicinò ai bulgari e divenne amico del loro nuovo sovrano Simeone (dall'893). Sicuro su quel lato, iniziò ad espandersi verso ovest, a spese dei governanti di Hum e Neretlia.»
6. ↑  Fine (1991), p. 152.
7. ↑  Eggers (1996), p. 51.
«Im Evangeliar von Cividale wurden offenbar Mutimir und sein Sohn Pribislav (als "Preuuisclavo") eingetragen, was auf serbische Kontakte zu Aquileia deuten könnte.»
8. ↑  Eggers (1996), p. 51.
«Der Übergang Serbiens zum Christentum würde also zeitlich mit ähnlichen Initiativen Roms in Moravia und BosnienSlawonien (wie übrigens auch in Bulgarien) zusammenfallen und eine koordinierte, von Rom ausgehende Aktion in Südosteuropa vermuten lassen.»

### Fonti primarie
- Costantino Porfirogenito, De administrando imperio, a cura di Gyula Moravcsik, traduzione di Romillyi J. H. Jenkins, Dumbarton Oaks Center for Byzantine Studies, 1967, ISBN 978-0-88402-021-9.

### Fonti secondarie
- (EN) Sima Ćirković, The Serbs, Malden, Blackwell Publishing, 2004, ISBN 978-14-05-14291-5.
- (SR) Vladimir Ćorović, Историја српског народа [Storia del popolo serbo], ed. online, Belgrado, Janus; Ars Libri, 2001  [1997].
- (DE) Martin Eggers, Das Erzbistum des Method: Lage, Wirkung und Nachleben der kyrillomethodianischen Mission, Verlag Otto Sagner, 1996, ISBN 978-38-76-90649-2.
- (EN) John Van Antwerp Jr. Fine, The Early Medieval Balkans: A Critical Survey from the Sixth to the Late Twelfth Century, Ann Arbor, University of Michigan Press, 1991, ISBN 0-472-08149-7.